# Calatayud

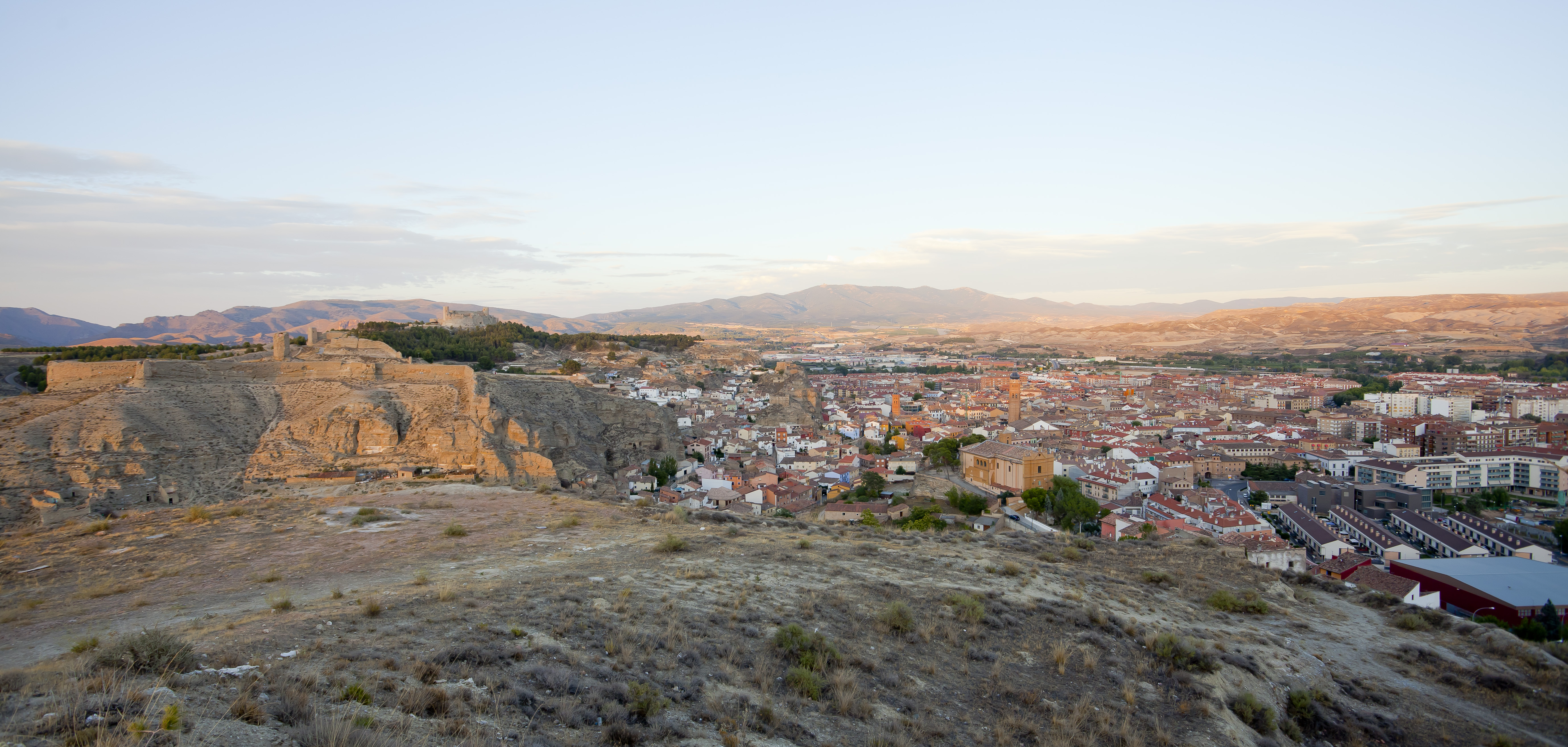

Calatayud este un oraș în provincia Zaragoza din Spania. Se află lângă  río Jalón[*] și  Río Jiloca[*], la o altitudine de 530 m deasupra nivelului mării. Are o suprafață de 154,245778 km². Populația este de 19.870 locuitori, determinată în 2021, prin registru de stare civilă[*].